# 江山镇
江山镇是中国福建省龙岩市新罗区下辖的一个镇。

## 历史沿革
江山镇原名江山乡。2011年更名为江山镇。

## 行政区划
江山镇下辖以下地区：
山塘村、铜钵村、村美村、科山村、前村、新田村、林祠村、上挖村、下挖村、老寨村、新寨村、山头村、福坑村、双车村、背洋村和梅溪村。